# Першино (Киров)
 Першино — деревня в Кировской области. Входит в состав муниципального образования «Город Киров»

## География
Расположена на расстоянии примерно 9 км по прямой на северо-запад от железнодорожного вокзала станции Киров.

## История
Известна с 1671 года как починок  Сенки Будакова с 1 двором, в 1764 23 жителя, в 1802 (деревня Семена Бутатова тож и Бутакова) 11 дворов. В 1893 году здесь (деревня Семена Булдакова  или Першины) дворов 18 и жителей 78, в 1905 12 и 64, в 1926 (Першинцы или Семена Булдакова ) 14 и 70, в 1950 (Першинцы) 12 и 56, в 1989 46 жителей. Настоящее название утвердилось с 1978 года. Административно подчиняется Октябрьскому району города Киров.

## Население
Постоянное население составляло 28 человек (русские 100%) в 2002 году, 25 в 2010.